# Cercopis intermedia
Cercopis intermedia is een halfvleugelig insect uit de familie schuimcicaden (Cercopidae). De wetenschappelijke naam van deze soort werd voor het eerst geldig gepubliceerd in 1868 door Carl Ludwig Kirschbaum.